# Франсуа де Лардерель
Граф Франсуа (Франческо) де Лардерель (фр. François Jacques de Larderel; 1790—1858) — французский инженер и предприниматель, занимавшийся вопросами геотермальной энергии. В честь него названа итальянская коммуна Лардерелло.

## Биография
Родился 5 августа 1790 года во Вьене. Сын местного торговца Авеля и его жены Антуанетты.
В 1815 году женился на своей двоюродной сестре — Мари-Полин Моран (фр. Marie-Pauline Morand; 1790—1868). Супруги переехали в итальянскую провинцию Ливорно региона Тоскана, где с 1818 года Франсуа занимался местными геотермальными источниками, желая приспособить их для сбора пара, которого было бы достаточно для питания котлов, использующихся для извлечения борной кислоты из шлама. Технология использования геотермальной энергии источников была усовершенствована им до промышленного использования в 1827 году. В 1833 году Франсуа провел первые буровые работы, позволившие увеличить количество выходящего пара, который также стал использоваться для производства электричества. Тем самым Франсуа де Лардерель считается «отцом» геотермальной энергетики.
Умер 15 июня 1858 года во Флоренции, был похоронен в Ливорно на кладбище Chiesa di San Matteo в семейной часовне. Отец Федериго де Лардереля.

## Заслуги
Свои работы Франсуа де Лардерель проводил в деревушке коммуны Помаранче, которая впоследствии стала небольшой коммуной, носящей его имя — Лардерелло. А великий герцог Тосканы Леопольд II наградил его титулом графа Montecerboli, который стал передаваться по наследству.
На сегодня производство геотермальной электроэнергии осуществляется итальянской компанией Enel, а созданный ею музей рассказывает о Франсуа де Лардереле и истории этого возобновляемого источника энергии.